# Míg az élet el nem választ
A Míg az élet el nem választ (eredeti cím: Happily Divorced) 2011-től 2013-ig futott amerikai televíziós filmsorozat, amelynek alkotói Fran Drescher és Peter Marc Jacobson. A zeneszerzői Gavin Lurssen és Ran Pink, a producere Lee Shallat Chemel, a főszereplői Fran Drescher, John Michael Higgins, Tichina Arnold, Valente Rodriguez, Robert Walden és Rita Moreno. A tévéfilmsorozat az Uh-Oh Productions és a TV Land Original Productions gyártásában készült, az Endemol forgalmazásában jelent meg. Műfaját tekintve szituációs komédiasorozat. Amerikában 2011. június 15-étől a TV Land vetítette, Magyarországon 2013. február 13-ától a Super TV2 sugározta.

## Szereplők
| Szereplő     | Színész              | Magyar hang | Megjegyzés |
| ------------ | -------------------- | ----------- | ---------- |
| Fran Lovett  | Fran Drescher        |             |            |
| Peter Lovett | John Michael Higgins |             |            |
| Judi Mann    | Tichina Arnold       |             |            |
| Cesar        | Valente Rodriguez    |             |            |
| Glen Newman  | Robert Walden        |             |            |
| Dori Newman  | Rita Moreno          |             |            |
| Elliot       | D.W. Moffett         |             |            |
| önmaga       | Joan Collins         |             |            |
| Chad         | Fred Stoller         |             |            |
| Neil         | Harry Van Gorkum     |             |            |
| Jeremy       | Michael Carbonaro    |             |            |

## Epizódok
| Évad | Évad | Epizódok | Eredeti sugárzás | Eredeti sugárzás    | Magyar sugárzás | Magyar sugárzás |
| Évad | Évad | Epizódok | Évadpremier      | Évadfinálé          | Évadpremier     | Évadfinálé      |
| ---- | ---- | -------- | ---------------- | ------------------- | --------------- | --------------- |
|      | 1    | 10       | 2011. június 15. | 2011. augusztus 17. | 2015. július 5. | n/a             |
|      | 2    | 24       | 2012. március 7. | 2013. február 13.   | n/a             | n/a             |

### 1. évad
| #   | #   | Eredeti cím               | Magyar cím | Eredeti premier     | Magyar premier |
| --- | --- | ------------------------- | ---------- | ------------------- | -------------- |
| 1.  | 1.  | Pilot                     |            | 2011. június 15.    |                |
| 2.  | 2.  | Pillow Talk               |            | 2011. június 22.    |                |
| 3.  | 3.  | Anniversary               |            | 2011. június 29.    |                |
| 4.  | 4.  | A Date With Destiny       |            | 2011. július 6.     |                |
| 5.  | 5.  | Spousal Support           |            | 2011. július 13.    |                |
| 6.  | 6.  | I Wanna Be Alone          |            | 2011. július 20.    |                |
| 7.  | 7.  | Someone Wants Me          |            | 2011. július 27.    |                |
| 8.  | 8.  | A Kiss Is Just a Kiss     |            | 2011. augusztus 3.  |                |
| 9.  | 9.  | Vegas Baby                |            | 2011. augusztus 10. |                |
| 10. | 10. | Torn Between Two Lovettes |            | 2011. augusztus 17. |                |

### 2. évad
| #   | #   | Eredeti cím                                 | Magyar cím | Eredeti premier    | Magyar premier |
| --- | --- | ------------------------------------------- | ---------- | ------------------ | -------------- |
| 11. | 1.  | The Reunion                                 |            | 2012. március 7.   |                |
| 12. | 2.  | Peter Comes Out, Again                      |            | 2012. március 14.  |                |
| 13. | 3.  | Daddy's Girl                                |            | 2012. március 21.  |                |
| 14. | 4.  | The Burial Plotz                            |            | 2012. március 28.  |                |
| 15. | 5.  | Swimmers and Losers                         |            | 2012. április 11.  |                |
| 16. | 6.  | Newman vs. Newman                           |            | 2012. április 18.  |                |
| 17. | 7.  | Adventure Man                               |            | 2012. április 25.  |                |
| 18. | 8.  | Time in a Bottle                            |            | 2012. május 2.     |                |
| 19. | 9.  | Mother's Day                                |            | 2012. május 9.     |                |
| 20. | 10. | Fran-alyze This                             |            | 2012. május 16.    |                |
| 21. | 11. | Cesar's Wife                                |            | 2012. május 30.    |                |
| 22. | 12. | Two Guys, a Girl and a Pizza Place (Part 1) |            | 2012. június 6.    |                |
| 23. | 13. | Two Guys, a Girl and a Pizza Place (Part 2) |            | 2012. november 28. |                |
| 24. | 14. | Meet the Parents                            |            | 2012. december 5.  |                |
| 25. | 15. | The Back-Up Fran                            |            | 2012. december 12. |                |
| 26. | 16. | A Star Is Reborn                            |            | 2012. december 19. |                |
| 27. | 17. | Follow the Leader                           |            | 2012. december 26. |                |
| 28. | 18. | Love Thy Neighbor                           |            | 2013. január 2.    |                |
| 29. | 19. | The Biggest Chill                           |            | 2013. január 9.    |                |
| 30. | 20. | Peter's Boyfriend                           |            | 2013. január 16.   |                |
| 31. | 21. | I Object                                    |            | 2013. január 23.   |                |
| 32. | 22. | Happily Divorced... With Children           |            | 2013. január 30.   |                |
| 33. | 23. | Sleeping With the Enemy                     |            | 2013. február 6.   |                |
| 34. | 24. | For Better or For Worse                     |            | 2013. február 13.  |                |